# Aleksander Madejski
Aleksander Madejski (ur. 13 grudnia 1895 lub 1896 w Wymysłowie, zm. 5 maja 1966 w Kunowie) – plutonowy kawalerii Wojska Polskiego. Kawaler Orderu Virtuti Militari.

## Życiorys
Urodził się w rodzinie Stanisława i Marianny z d. Wykrota. Ukończył 3 klasy szkoły powszechnej. Pracował na budowach jako cieśla. 
Działał w POW w Ostrowcu. Od sierpnia 1919 w szeregach odrodzonego Wojska Polskiego z którym walczył na froncie wojny polsko-bolszewickiej w składzie 14 pułku ułanów. Trzykrotnie ranny. 
Szczególnie odznaczył się w walce pod Mychajłówką, gdzie „będąc rannym z rkm wstrzymywał napór bolszewików strzelając, aż jego szwadron wycofał się ze wsi. Wówczas dosiadł konia i przyłączył się do szwadronu, gdzie stracił przytomność z upływu krwi”. Za tę postawę został odznaczony Orderem Virtuti Militari.
Zwolniony z wojska w 1921. Później pracował m.in. jako gajowy, pracownik huty, pracownik PKP, majster stolarski. Na emeryturze od 1956. Zmarł w Kunowie i tam też został pochowany.

## Życie prywatne
Żonaty z Wiktorią z d. Gęsior. Mieli pięcioro dzieci

## Ordery i odznaczenia
- Krzyż Srebrny Orderu Wojskowego Virtuti Militari nr 2530[1][2]